# Pic de la Peguilla
El Pic de la Peguilla és una muntanya de 2.264 metres que es troba entre els municipis d'Alt Àneu, a la comarca del Pallars Sobirà i l'Arieja, a Occitània.